# Wairoa (fleuve d'Auckland)
Pour les articles homonymes, voir Wairoa (homonymie).

Le fleuve Wairoa (en anglais : Wairoa River)  est un cours d’eau  de la région d’Auckland, situé dans l’île du Nord de la Nouvelle-Zélande.

## Géographie
Il s’écoule vers le Sud-sud-ouest à partir de sa source située dans la chaîne de  Hunua (en),, où ses eaux sont « confisquées »  par le barrage de ‘Wairoa Dam’ pour former l’un des multiples réservoirs, qui ‘éteignent la soif’ d’Auckland. Il tourne ensuite vers le nord chutant au-dessus des  Hunua Falls (en) avant de virer au nord-est en direction de la ville de Clevedon. Et finalement s’écouler dans un estuaire pour gagner l’entrée du Golfe de Hauraki au niveau de Pouto Point (en).